# Магеррамов Фархат Рахман-огли
Фархат Рахман-огли Магеррамов (нар. 11 червня 1972) — білоруський борець греко-римського стилю та тренер, дворазовий срібний призер чемпіонатів Європи, призер турнірів серії А в Польщі, Угорщині, Норвегії. Майстер спорту міжнародного класу.

## Життєпис
Боротьбою почав займатися з 1985 року. 
Виступав за спортивне товариство «Трудові резерви», Мінськ. Тренери — Леонід Ліберман, Валерій Гайдук, Камандар Маджидов.
Закінчив Білоруську академію фізичного виховання і спорту.
Після завершення спортивної кар'єри перейшов на тренерську роботу.

## Спортивні результати на міжнародних змаганнях

### Виступи на Чемпіонатах світу
| Змагання                        | Збірна   | Вагова категорія                 | Місце |
| ------------------------------- | -------- | -------------------------------- | ----- |
| Чемпіонат світу з боротьби 1994 | Білорусь | греко-римська боротьба, до 52 кг | 19    |
| Чемпіонат світу з боротьби 1995 | Білорусь | греко-римська боротьба, до 57 кг | 10    |
| Чемпіонат світу з боротьби 1997 | Білорусь | греко-римська боротьба, до 54 кг | 16    |

### Виступи на Чемпіонатах Європи
| Змагання                         | Збірна   | Вагова категорія                 | Місце  |
| -------------------------------- | -------- | -------------------------------- | ------ |
| Чемпіонат Європи з боротьби 1994 | Білорусь | греко-римська боротьба, до 52 кг | Срібло |
| Чемпіонат Європи з боротьби 1995 | Білорусь | греко-римська боротьба, до 57 кг | 8      |
| Чемпіонат Європи з боротьби 1996 | Білорусь | греко-римська боротьба, до 57 кг | 15     |
| Чемпіонат Європи з боротьби 1997 | Білорусь | греко-римська боротьба, до 54 кг | Срібло |
| Чемпіонат Європи з боротьби 1998 | Білорусь | греко-римська боротьба, до 54 кг | 6      |

### Виступи на інших змаганнях
| Змагання                           | Збірна   | Вагова категорія                 | Місце  |
| ---------------------------------- | -------- | -------------------------------- | ------ |
| Тестовий турнір FILA 1998          | Білорусь | греко-римська боротьба, до 54 кг | Золото |
| Гран-прі Німеччини з боротьби 1998 | Білорусь | греко-римська боротьба, до 54 кг | 7      |